# Valeč v Čechách
Valeč (deutsch Waltsch) ist eine Gemeinde in Tschechien. Sie liegt zwölf Kilometer nordöstlich von Žlutice und gehört zum Okres Karlovy Vary. Die historische Innenstadt des Barockstädtchens Valeč wurde zum städtischen Denkmalschutzgebiet erklärt.

## Geographie

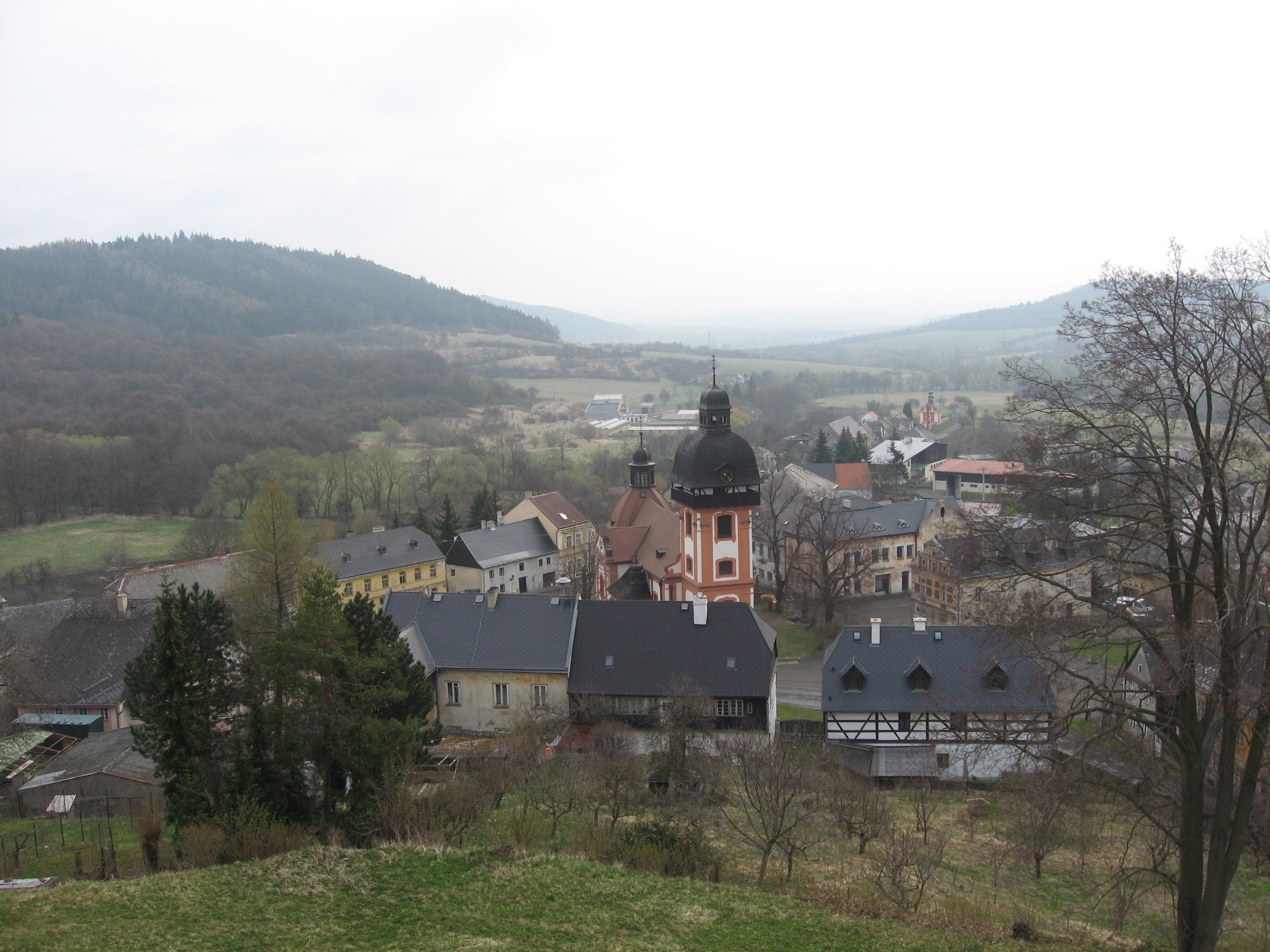
Blick auf das Ortszentrum

Valeč befindet sich am südöstlichen Fuß des Duppauer Gebirges am Bach Mlýnecký potok (Filirschbach). Im Nordwesten grenzt der Ort an den Truppenübungsplatz Hradiště. Westlich liegt die Ruine Neuhaus; im Nordosten befindet sich die Ruine Lina. Nordwestlich erhebt sich der Prokopy (Prokopberg, 748 m), im Nordosten liegt der Jedliny (Hohe Tanne, 701 m) und im Westen der Šibeniční vrch (Galgenberg, 618 m). Durch Valeč führt die Staatsstraße II/194 zwischen Chyše und Podbořany.
Nachbarorte sind Ořkov, Nová Ves und Dětaň im Nordosten, Vrbička im Osten, Skytaly und Kamýk im Südosten, Jeřeň im Süden, Vrbice und Bělá im Südwesten sowie Malý Hlavákov im Westen.

## Geschichte
Die Ansiedlung Válek, deren Name sich vom Namen Valentin herleitet, entstand wahrscheinlich in der ersten Hälfte des 13. Jahrhunderts. Seit 1358 ist die gleichnamige Burg und Ansiedlung, deren Besitzer die Brüder Ctibor und Beneš von Válek waren, schriftlich überliefert. Ihnen folgten die Herren von Steben und ab 1371 Borso von Osek. Von 1377 bis 1416 besaß Beneš von Buškovice die Burg. Danach wurden die Herren von Duppau Besitzer von Waltsch. Ab 1516 besaß Jakub Kyšperský von Vřesovice die Herrschaft, der die Burg umbauen ließ. 1514 erteilte Vladislav II. Valeč die Stadtrechte.
Nachdem Jan Kyšperský von Vřesovice 1526 in der Schlacht bei Mohács gefallen war, verkauften seine Erben die Herrschaft an Hugo von Leiseneck. Von diesem ging das Gut 1538 an seinen Schwiegersohn Wilhelm Lobkowicz von Hassenstein, der es um das Gut Skytal erweiterte. 1571 erwarb Christoph von Stampach das Gut Waltsch von Ernst Lobkowitz von Hassenstein im Tausch gegen Kostrzan. Er vergrößerte Waltsch 1585 um das Gut Jeřeň. Als Christoph von Stampach 1585 starb, wurde das Erbe unter dessen sechs Söhnen aufgeteilt, wobei Wenzel von Stampach das Gut Waltsch erhielt. Wenzel ließ die Burg im selben Jahre im Renaissancestil umbauen. Er erwarb 1603 von seinem Bruder Johann das Gut Skytal, von Stephan Schlik das Gut Lochotin und verband beides mit Waltsch. Nach der Schlacht am Weißen Berg wurden 1622 die Güter Wenzel von Stampachs konfisziert und er musste aus Böhmen fliehen. Im Jahre darauf kaufte seine Frau Barbara, geborene von Maleschitz und Pauten die Herrschaft zurück. Nach dem Tode von Barbara von Stampach erfolgte 1638 eine erneute Trennung der Güter Waltsch und Skytal unter ihren Söhnen. Der jüngere, Jaroslaw von Stampach auf Skytal, erbte 1670 Waltsch und nahm dort seinen Sitz.
Unter Johann Christoph Kager von Stampach, der die Herrschaft 1694 erwarb, begann der barocke Umbau des Schlosses. Der Umbau erfolgte zunächst unter Leitung von Francesco Barelli und anschließend durch Antonio Bianno Rossa. Nach dessen Tode im Jahr 1723 führte Johann Christoph Tyll aus Lochotín das Werk weiter. Während des Umbaus verstarb 1721 auch der Schlossherr. Sein Sohn Johann Ferdinand Kager von Globen ließ die Arbeiten vollenden und zwischen 1730 und 1733 erneute Umbauten durchführen. Nach dessen Tode im Jahre 1745 erbte Josef August Kager von Globen und Limburg-Styrum die Güter. Seine Tochter Marie Josefa, verwitwete Gräfin von Argentau d'Ochain, verkaufte 1797 die Herrschaft Waltsch an Johann Anton Pergen von Pergen. In diesem Zuge trat sie auch eine noch immer unbeglichene Schuldforderung des 1738 verstorbenen Bildhauers Matthias Bernhard Braun über die stattliche Summe von 810 Gulden und 54 Kreutzern ab.
Bereits 1798 erfolgte ein erneuter Verkauf der Herrschaft. Neuer Besitzer wurde Johann Gottfried Korb von Weidenheim. Dessen Enkel Karl ließ das Schloss 1847 im Neorenaissancestil umgestalten.
Nach der Aufhebung der Patrimonialherrschaften entstand 1850 die politische Gemeinde Waltsch/Valeč im Gerichtsbezirk Buchau.  Ab 1868 gehörte die Gemeinde zum Bezirk Luditz. 1890 verkauften die Korb von Weidenheim die Güter in Waltsch an Vinzenz Graf von Thurn-Valsassina. Ab 1923 verwaltete Georg Thurn-Valsassina die Güter.  1937 erwarb sie  Johann Graf Larisch von Moennich.
Die Marktgemeinde Waltsch hatte 1930 807 Einwohner. Nach dem Münchner Abkommen wurde Waltsch 1938 dem Deutschen Reich zugeschlagen und bis 1945 gehörte der Markt zum Landkreis Luditz. 1939 hatte Waltsch 730 Einwohner. Nach dem Ende des Krieges kam Valeč zur Tschechoslowakei zurück und wurde 1946 in den Okres Podbořany eingeordnet. Der Status als Minderstadt wurde nicht mehr erneuert. Durch die Beneš-Dekrete wurde die mehrheitlich deutschsprachige Bevölkerung vertrieben und Johann Graf Larisch-Mönnich 1945 enteignet. Seit Mitte der 1950er Jahre diente das Schloss als Waisenhaus und Lehrlingsinternat.
Seit 1961 gehört Valeč zum Okres Karlovy Vary. Im selben Jahre wurden Jeřeň und 1975 Vrbice und Kostrčany mit Nahořečice sowie Velký Hlavákov, das zuvor zu Luka gehört hatte, eingemeindet. 1976 brannte das Schloss aus. Seit 1990 ist Vrbice wieder eigenständig. In den Jahren 1995 und 1996 erfolgte die Wiederherstellung der Außenfassade des Schlosses. Im Zuge der Verkleinerung des Truppenübungsplatzes Hradiště erhielt die Gemeinde 2016 ein Waldgebiet von 649 ha zugeordnet.

## Mineralogischer Fundort

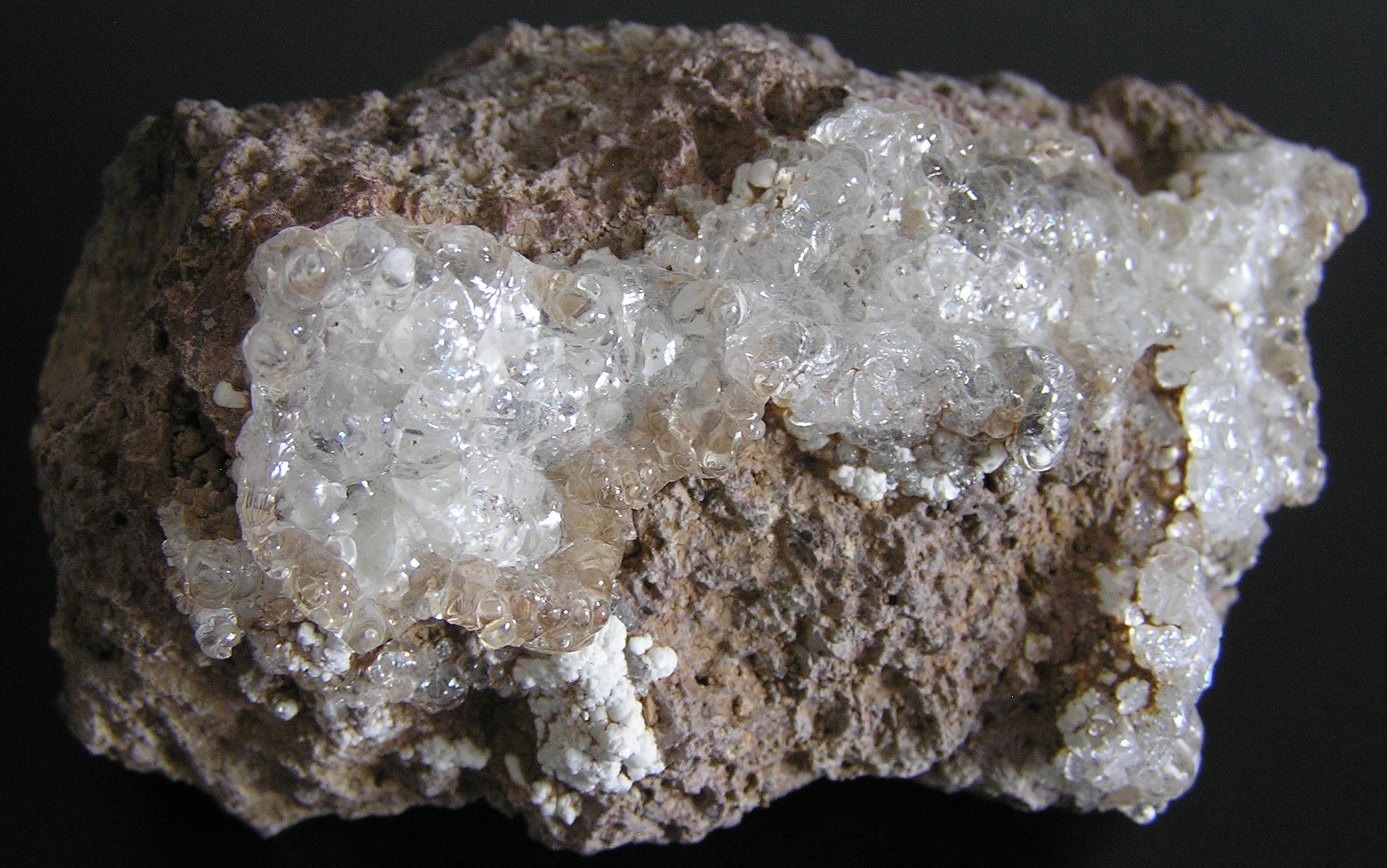
Hyalit-Glas auf Matrix aus Valeč

Der Hyalit (Opal) aus der Gegend um Valeč ist weltweit für seine charakteristische Ausbildung bekannt.

## Gemeindegliederung
Die Gemeinde Valeč besteht aus den Ortsteilen Jeřeň (Girschen), Kostrčany (Kosterschan), Nahořečice (Nahoretitz), Valeč (Waltsch) und Velký Hlavákov (Großlubigau) Grundsiedlungseinheiten sind Jeřeň, Kostrčany, Nahořečice, Valeč, Valeč u Hradiště und Velký Hlavákov. Zu Valeč gehört außerdem die Ansiedlung Bělá (Biela).
Das Gemeindegebiet gliedert sich in die Katastralbezirke Jeřeň (427 ha), Kostrčany (265 ha), Nahořečice (116 ha), Valeč u Hradiště (649 ha), Valeč v Čechách (422 ha) und Velký Hlavákov (485 ha).

## Partnergemeinden
- Drebach, Deutschland, seit 2004
- Neckargemünd, Deutschland, seit 1965
- Valeč, Tschechien, seit 1980[5]

## Sehenswürdigkeiten

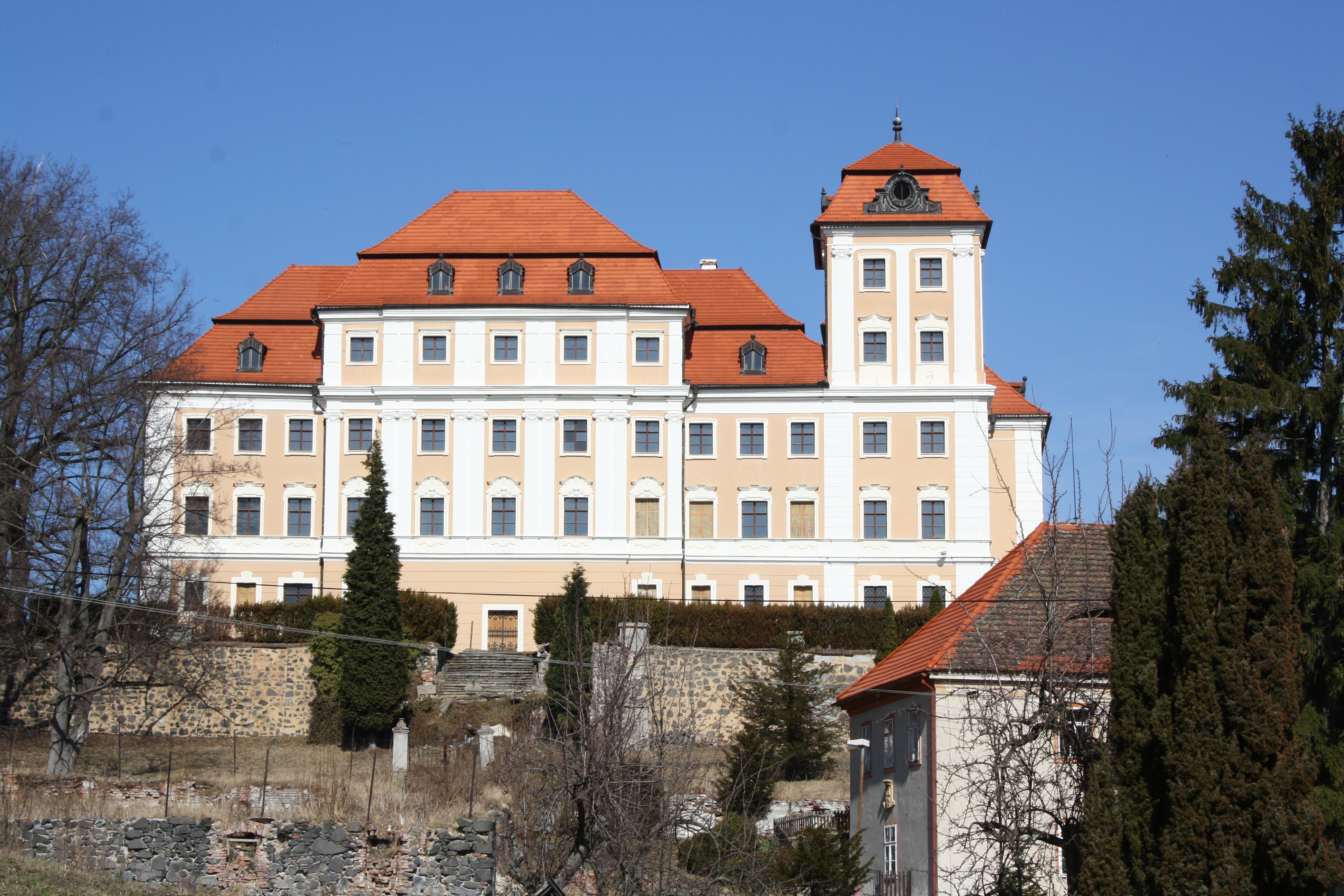
Schloss Valeč
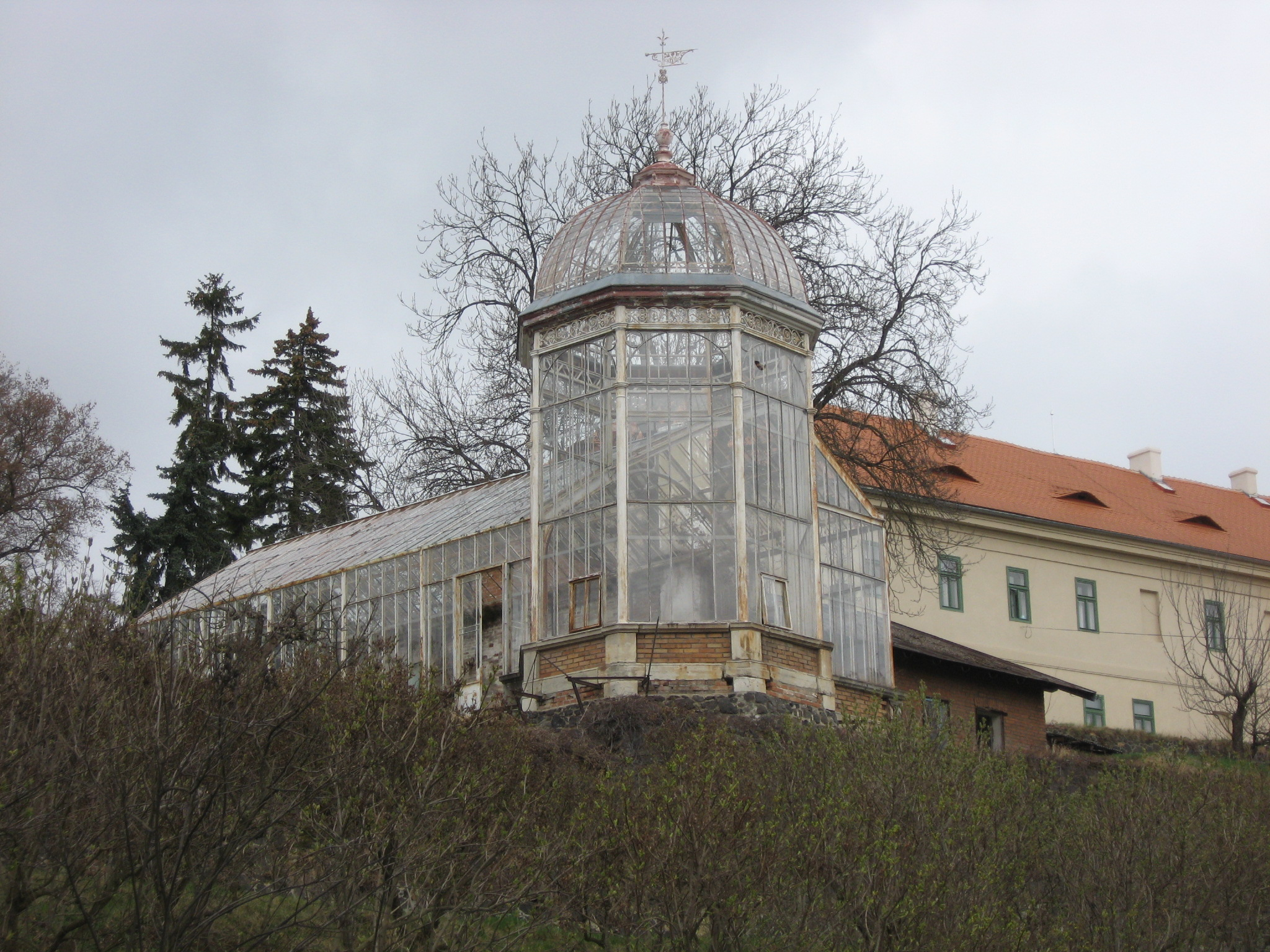
Historisches Gewächshaus
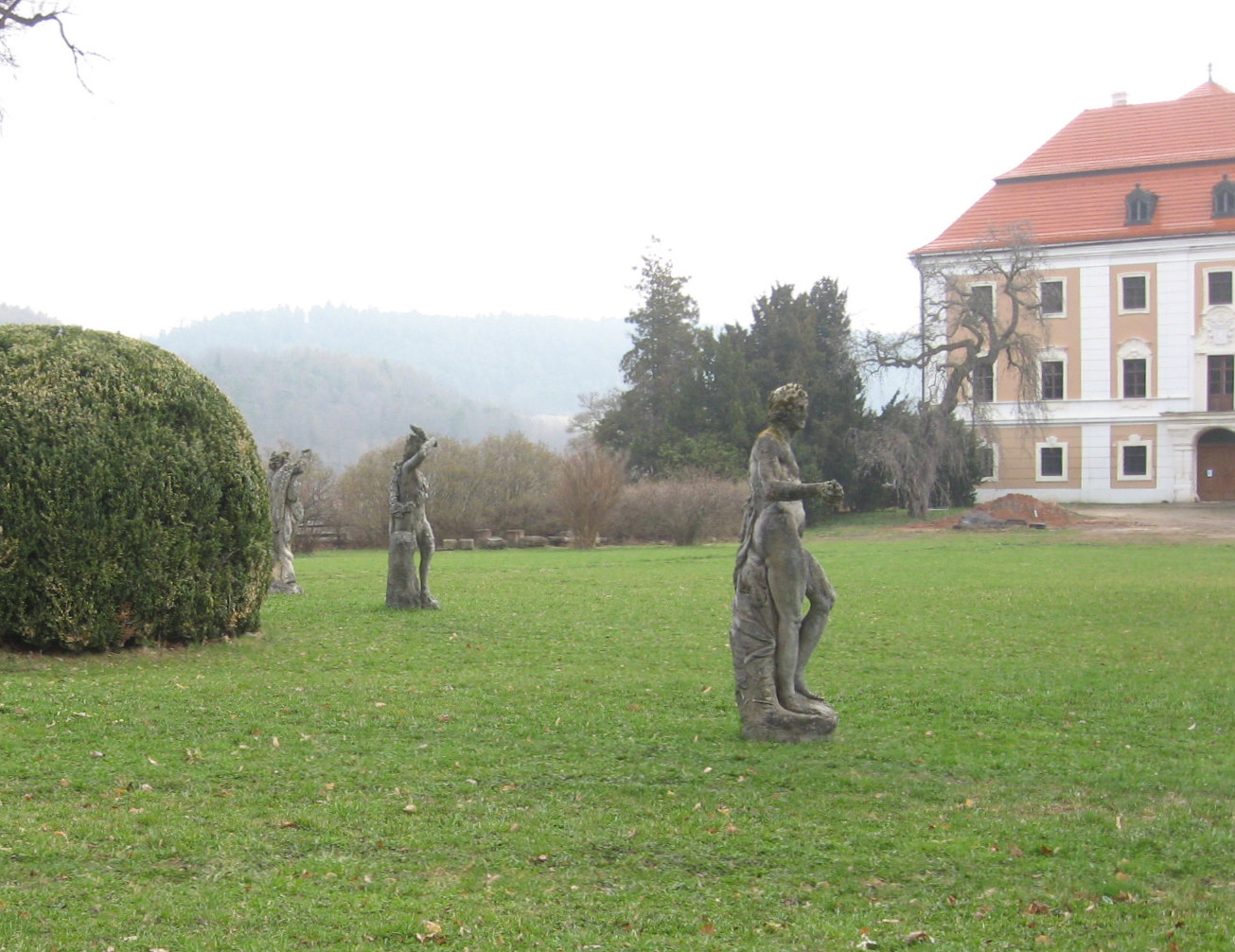
Skulpturen im Schlossgarten
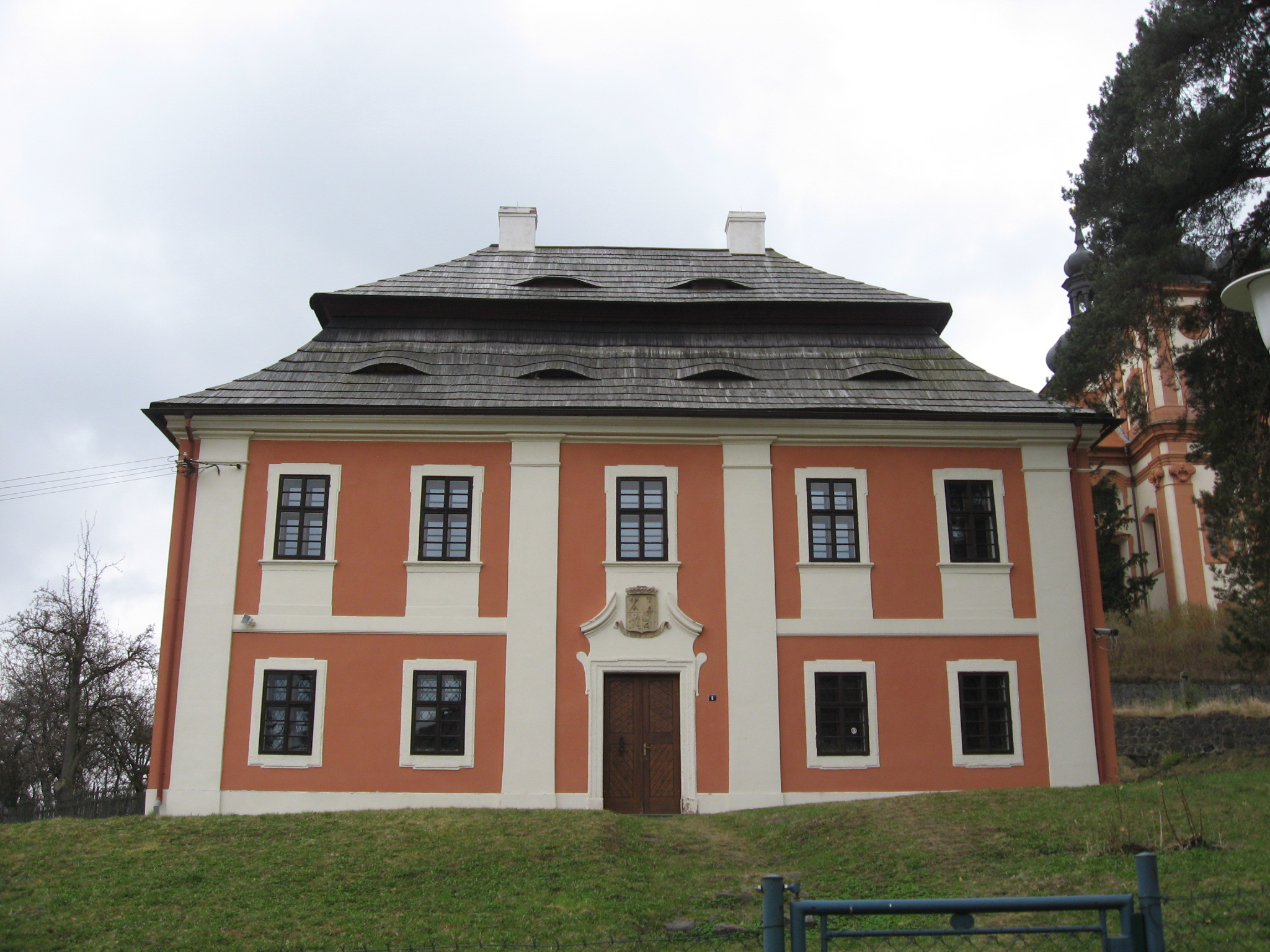
Barockes Haus des Schlosskaplans

- Schloss Valeč; das um 1526 aus der Burg entstandene Schloss wurde später mehrfach im Stil der Renaissance, des Barock und Neobarock umgestaltet. Die bildhauerischen Arbeiten stammen von Matthias Bernhard Braun. Nach dem Zweiten Weltkrieg diente das zweitürmige Schloss als Lehrlingsinternat. Am 2. April 1976 brannte es aus. Bis in die 1990er Jahre blieb es ruinös und mit einem Notdach gesichert, danach erfolgte ab 1995 die Wiederherstellung.
- Historisches Gewächshaus; das Bauwerk mit einer Gussstahlkuppel wurde 1996 restauriert.
- Kirche der Geburt Johannes des Täufers; die frühere Begräbniskapelle der Steinbacher aus dem 17. Jahrhundert wurde durch den Baumeister Bianno Rossa barockisiert. Zum Ende des 19. Jahrhunderts erfolgte der neubarocke Umbau. Die Kirche mit ihrem wuchtigen Turm mit hoher Dachkuppel ist neben dem Schloss eines der Wahrzeichen von Valeč.
- Barocke Kirche der hl. Dreifaltigkeit, erbaut 1710–1720 durch den Hausarchitekten der Steinbacher, Giovanni Antonio Bianno Rossa
- Statue des hl. Johannes von Nepomuk
- Mariensäule
- Sporckstatue, geschaffen 1733 von Anton Braun, einem Neffen von Matthias Bernhard Braun
- Dreifaltigkeitssäule, errichtet im Auftrag von Johann Ferdinand Kager Globen entsprechend dem letzten Willen seiner Frau. Geschaffen wurde die nach Plänen von Franz Maximilian Kaňka errichtete Säule 1730 durch Anton Braun
- Amphitheater, errichtet zum Ende des 19. Jahrhunderts
- Propyläen im Schlossgarten
- Barockes Haus des Schlosskaplans, errichtet 1701
- Barocke Friedhofskapelle der schmerzhaften Jungfrau Maria, errichtet 1751
- Alte Schule
- Obelisk im Schlosspark; aus rotem Sandstein, mit nachträglichen, handwerklichen Namens-Gravuren, sowie koreanische Schriftzeichen und Namen mit Jahresdatum 1956 an der Nordseite, während des Koreakrieges waren im Schloß unter anderem Kriegskinder aus Nordkorea untergebracht.[6]

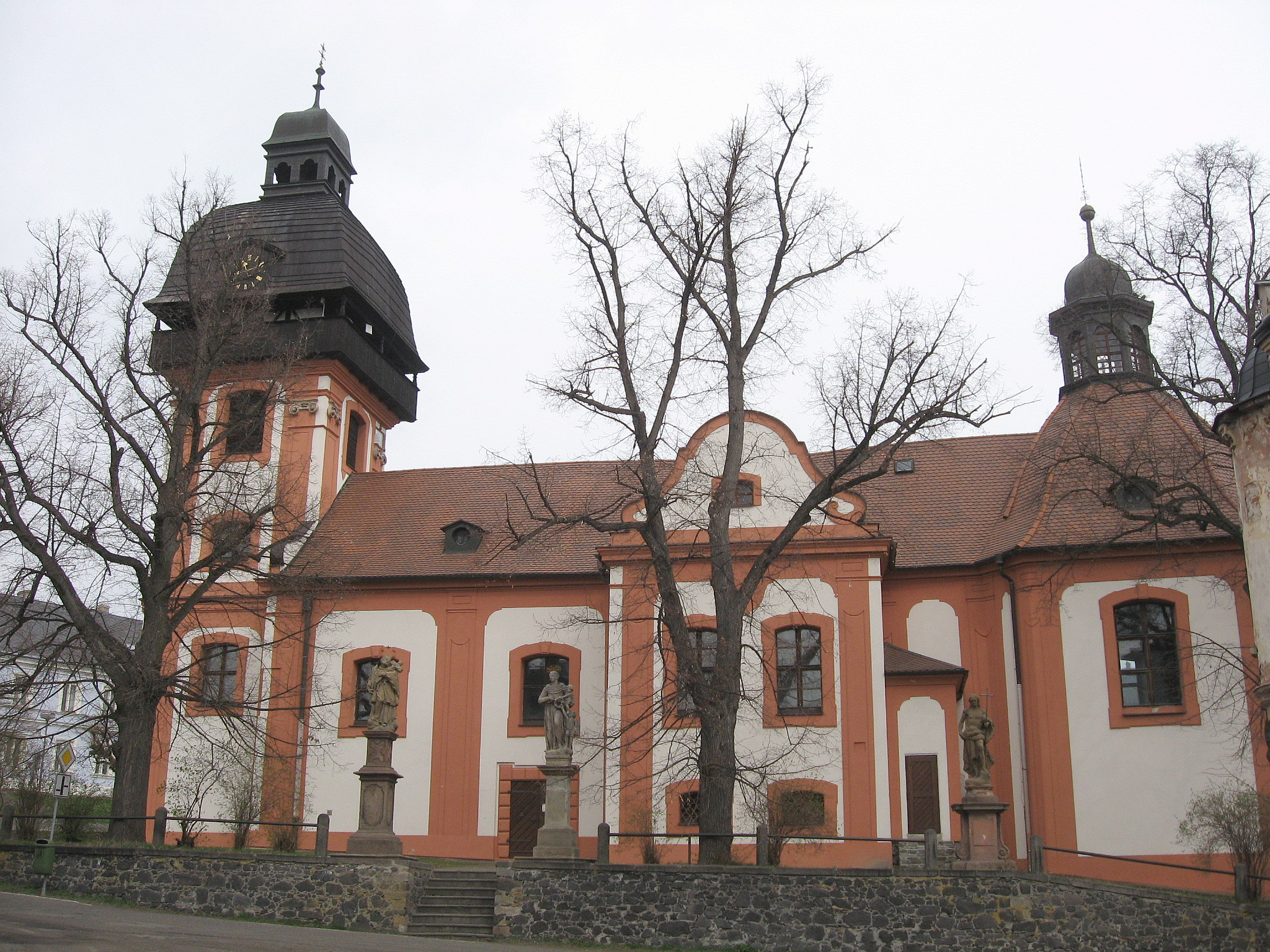
Kirche der Geburt Johannes des Täufers
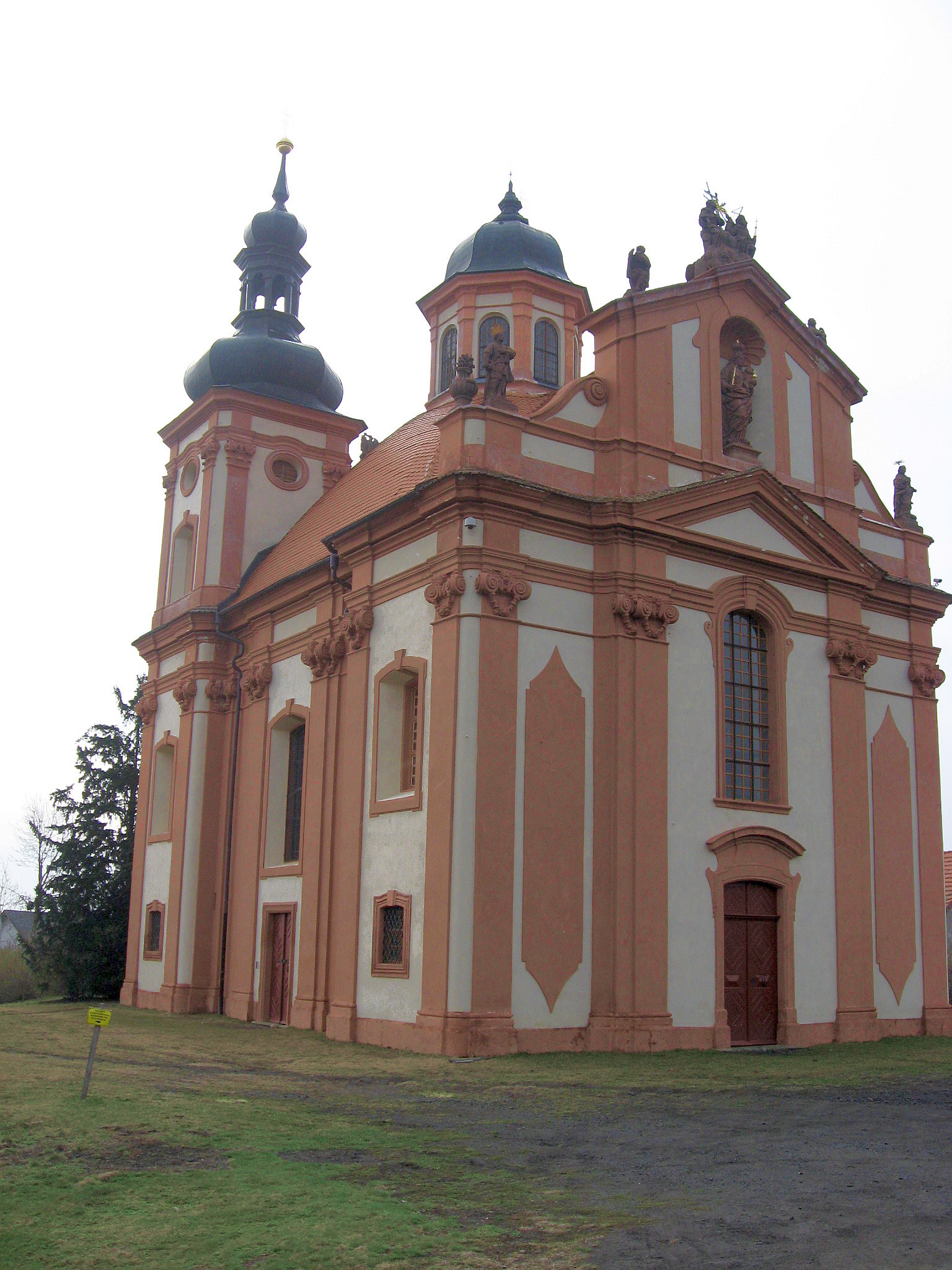
Barocke Kirche der hl. Dreifaltigkeit
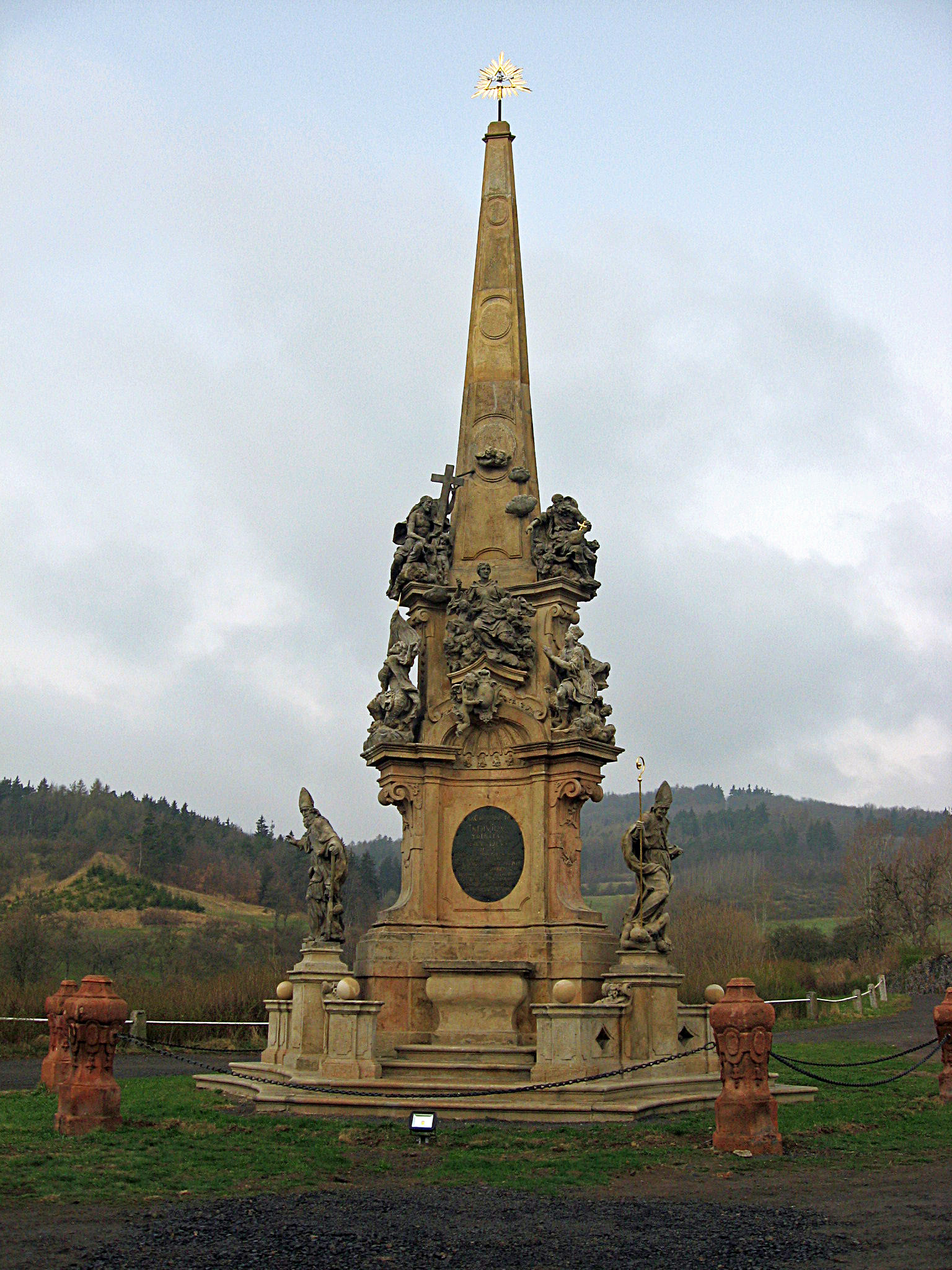
Dreifaltigkeitssäule